# Vetigastropoda
Vetigastropoda es un importante y antiguo grupo taxonómico de gasterópodos marinos. No existe un consenso claro sobre que tipo de clasificación taxonómica representa, por lo que en el consenso de 2005 se lo menciona como un clado sin clasificar.
Se considera que los vetigasterópodos están entre los gasterópodos más primitivos.  Se distribuyen extensamente en todos los océanos del mundo, sus hábitats van desde el mar profundo hasta la zona intermareal. Muchos tienen conchas con ranuras u otras aberturas secundarias. Una de sus características principales es la presencia de una estructura laminar cruzada en la concha. La mayoría de los vetigasterópodos tienen cierta asimetría bilateral de sus sistemas de órganos.

## Características físicas

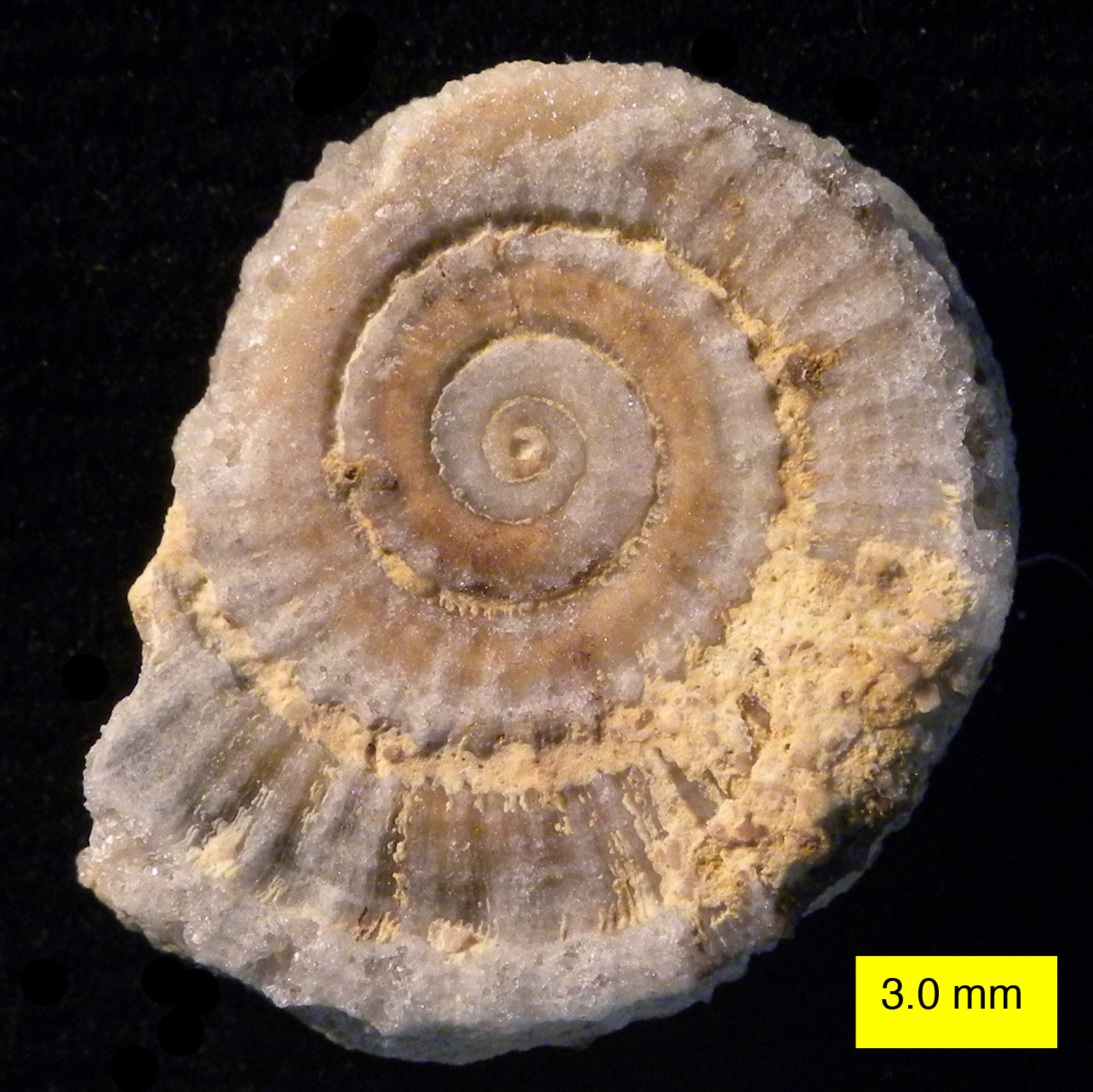
Fósil de Discohelix tunisiensis, un vetigasterópodo de la Formación Matmor (Jurásico Medio) del sudeste de Israel.

Varían en tamaño desde unos 2 mm de largo (Scissurelloidea o Skeneoidea) a más de 300 mm (Haliotoidea). Los colores y patrones externos suelen ser monótonos, pero algunos grupos —como Tricolioidea y algunos Trochoidea y Pleurotomarioidea— tienen conchas de colores brillantes. Se caracterizan por tener una estructura laminar cruzada en la concha.
La forma de la concha varía desde estructuras alargadas en forma de torre hasta casi esféricas. Algunas especies poseen líneas de crecimiento concéntricas simples apenas visibles en la superficie, mientras que otras presentan gruesas nervaduras axiales y radiales. La abertura es normalmente ovalada y a menudo tangente al eje de enrollamiento. La mayoría de las especies poseen un opérculo (pequeño órgano con forma de tapa). Dentro de la concha, los vetigasterópodos tienen un solo par de tentáculos cefálicos y una extremidad diferente que contiene la boca. Típicamente tienen tentáculos sensoriales epipodiales a los lados.

## Hábitat y distribución geográfica
Se encuentran en todos los océanos del mundo, incluyendo áreas tropicales, regiones templadas y bajo el hielo polar. Están presentes en la mayoría de los ambientes marinos, desde las zonas intermareales hasta el mar profundo. Existen en sustratos rocosos, en sedimentos suaves y algunos se han encontrado en las fuentes hidrotermales de aguas profundas y las emanaciones frías.[cita requerida]

## Alimentación
Generalmente, se alimentan de organismos tales como briozoos, tunicados y esponjas, aunque las superfamilias Haliotoidea y Trochoidea evolucionaron para alimentarse directamente de material vegetal, tales como algas y angiospermas marinos. Los vetigasterópodos de aguas profundas suelen consumir sedimentos.

## Taxonomía
No existe un consenso claro sobre la clasificación taxonómica de Vetigastropoda. Para algunos autores, que siguen los lineamientos de Ponder y Lindberg (1997), es un superorden. Entre ellos se encuentran Mathias Harzhauser (2007), Doris Heidelberger y Lutz Koch (2005).  Mientras que la obra de Bouchet y Rocroi (2005) lo clasifica como un simple clado, dejando la cuestión de la determinación taxonómica para el futuro. El Registro Mundial de Especies Marinas (WoRMS) sigue a Bouchet y Rocroi con respecto al contenido taxonómico de los Gastropoda, pero da filas a los taxones superiores y define Vetigastropoda como una subclase.
Ponder y Lindberg (1997) consideran a Vetigastropoda como un superorden de la subclase Orthogastropoda. Mientras que Bouchet y Rocroi (2005) lo tratan como un clado mayor, hermano de Caenogastropoda; pero incluyéndolo en lo que se conoce como «taxones basales que son sin duda Gastropoda».
El análisis filogenético indica que este taxón es uno de los cuatro grupos naturales dentro de Gastropoda: Vetigastropoda, Caenogastropoda, Patellogastropoda y Heterobranchia. La investigación sobre el ordenamiento del genoma mitocondrial ha demostrado que los vetigasterópodos y los cenogasterópodos conservan, en su mayoría, la disposición génica ancestral.

### Subtaxones

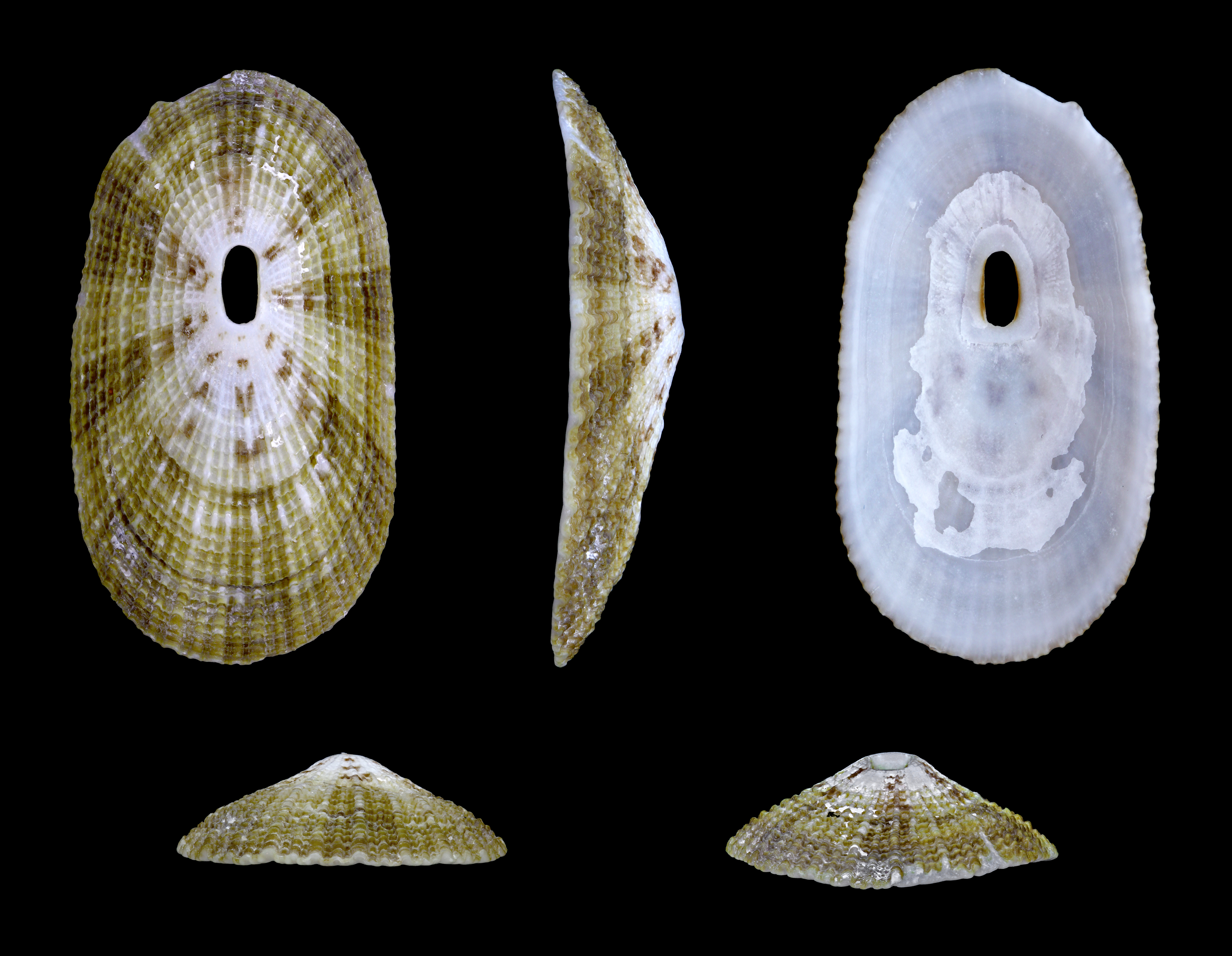
Diodora sayi, un Fissurelloidea

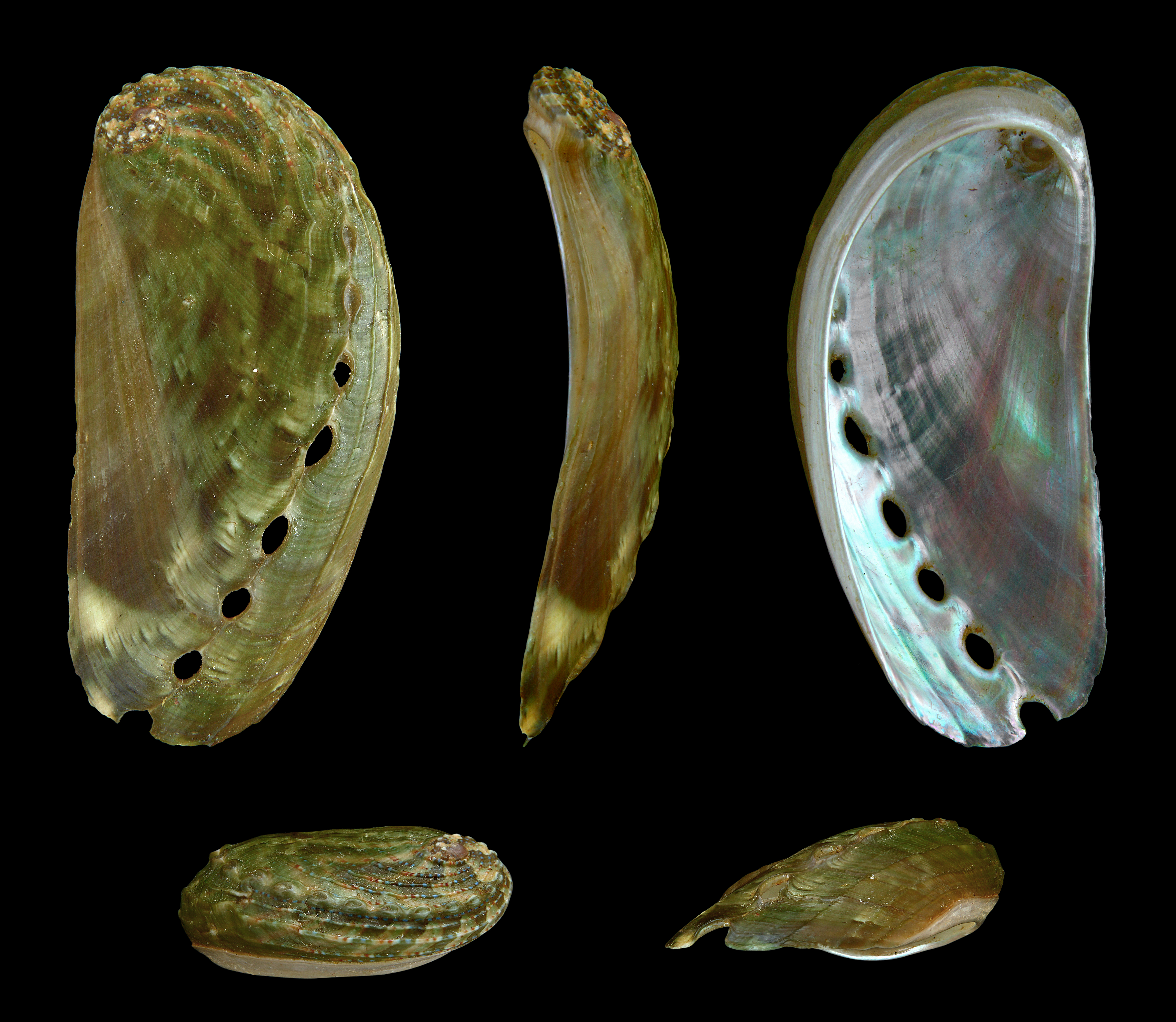
Haliotis asinina, un Haliotoidea

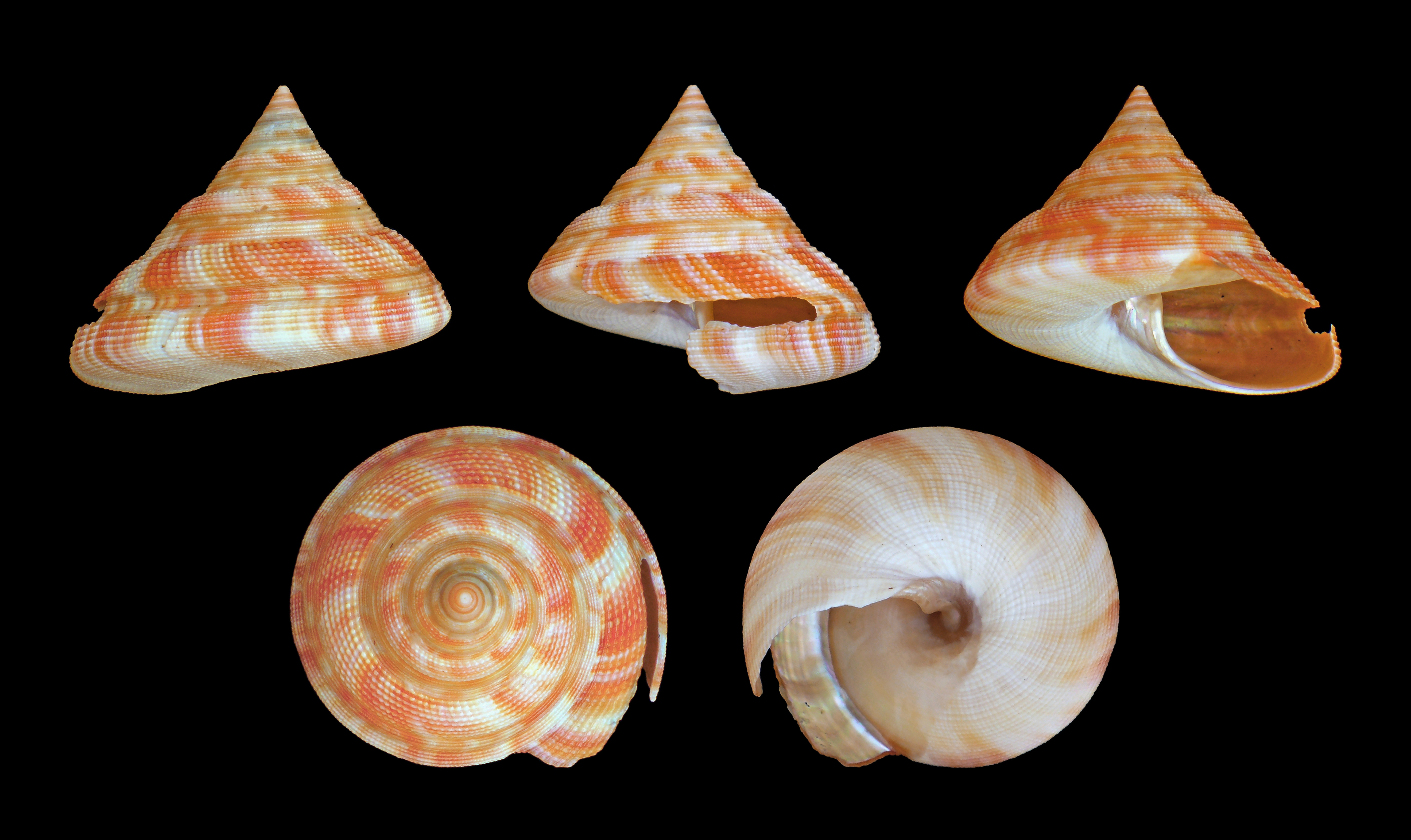
Mikadotrochus hirasei, un Pleurotomarioidea

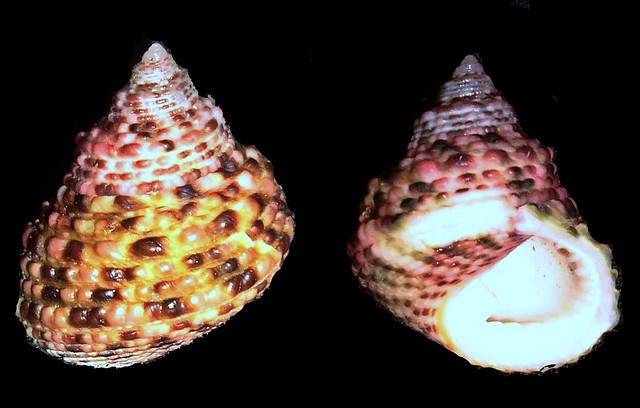
Euchelus atratus, un Seguenzioidea

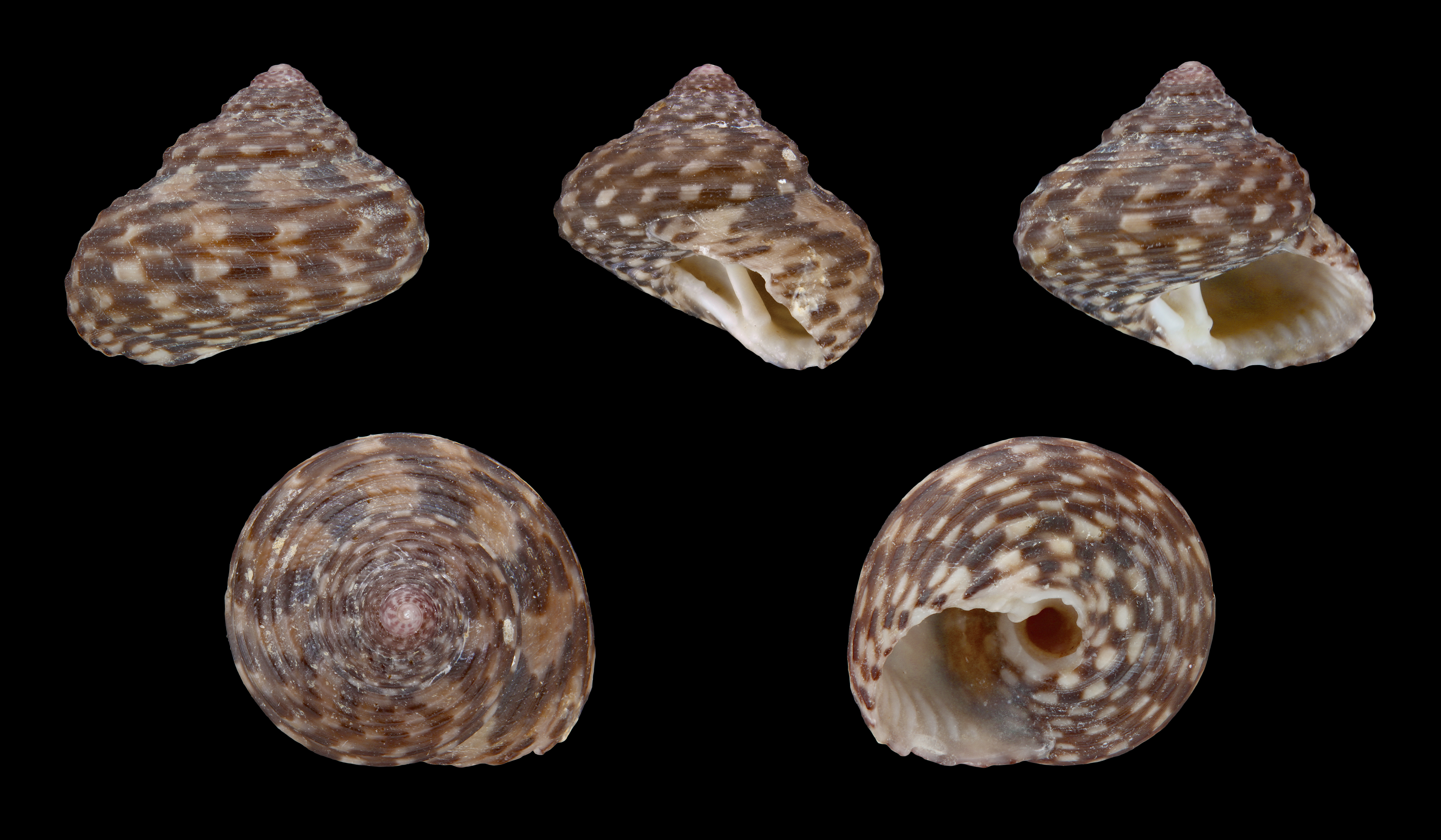
Clanculus jussieui, un Trochidae

Según el Registro Mundial de Especies Marinas, Vetigastropoda se compone de los siguientes clados:
- No asignado a ninguna superfamilia:
  - familia Ataphridae Cossmann, 1915
  - familia Crosseolidae Hickman, 2013
  - familia Pendromidae Warén, 1991

sinónimo: Trachysmatidae Thiele, 1925
- - familia Schizogoniidae †
  - familia Trochaclididae Thiele, 1928
  - género Discohelix † Dunker, 1847
  - género Sahlingia Warén & Bouchet, 2001
- superfamilia Angarioidea Gray, 1857 (erigido como superfamilia por Williams et al. en 2008)[13]
  - familia Angariidae Gray, 1857
  - familia Areneidae McLean, 2012
- superfamilia Fissurelloidea Fleming, 1822
  - familia Fissurellidae Fleming, 1822
- superfamilia Haliotoidea Rafinesque, 1815
  - Haliotididae Rafinesque, 1815
- superfamilia Lepetelloidea Dall, 1882
  - familia Addisoniidae Dall, 1882
  - familia Bathyphytophilidae Moskalev, 1978
  - familia Caymanabyssiidae Marshall, 1986
  - familia Cocculinellidae Moskalev, 1971
  - familia Lepetellidae Dall, 1882
  - familia Osteopeltidae Marshall, 1987
  - familia Pseudococculinidae Hickman, 1983
  - familia Pyropeltidae McLean & Haszprunar, 1987
- superfamilia Lepetodriloidea McLean, 1988
  - familia Lepetodrilidae McLean, 1988
  - familia Sutilizonidae McLean, 1989
- superfamilia Phasianelloidea Swainson, 1840
  - familia Colloniidae Cossmann, 1917
  - familia Phasianellidae Swainson, 1840
- superfamilia Pleurotomarioidea Swainson, 1840
  - familia Pleurotomariidae Swainson, 1840
- superfamilia Scissurelloidea Gray, 1847
  - familia Anatomidae McLean, 1989
  - familia Depressizonidae Geiger, 2003
  - familia Larocheidae Finlay, 1927
  - familia Scissurellidae Gray, 1847
- superfamilia Seguenzioidea Verrill, 1884
  - familia Calliotropidae Hickman & McLean, 1990
  - familia Cataegidae McLean & Quinn, 1987
  - familia Chilodontaidae Wenz, 1938
  - familia Seguenziidae Verrill, 1884
- superfamilia Trochoidea Rafinesque, 1815
  - familia Calliostomatidae Thiele, 1924 (1847)
  - familia Liotiidae Gray, 1850
  - familia Margaritidae Thiele, 1924
  - familia Skeneidae Clark W., 1851
  - familia Solariellidae Powell, 1951
  - familia Tegulidae Kuroda, Habe & Oyama, 1971
  - familia Trochidae Rafinesque, 1815
  - familia Turbinidae Rafinesque, 1815